# Louisville and Indiana Railroad

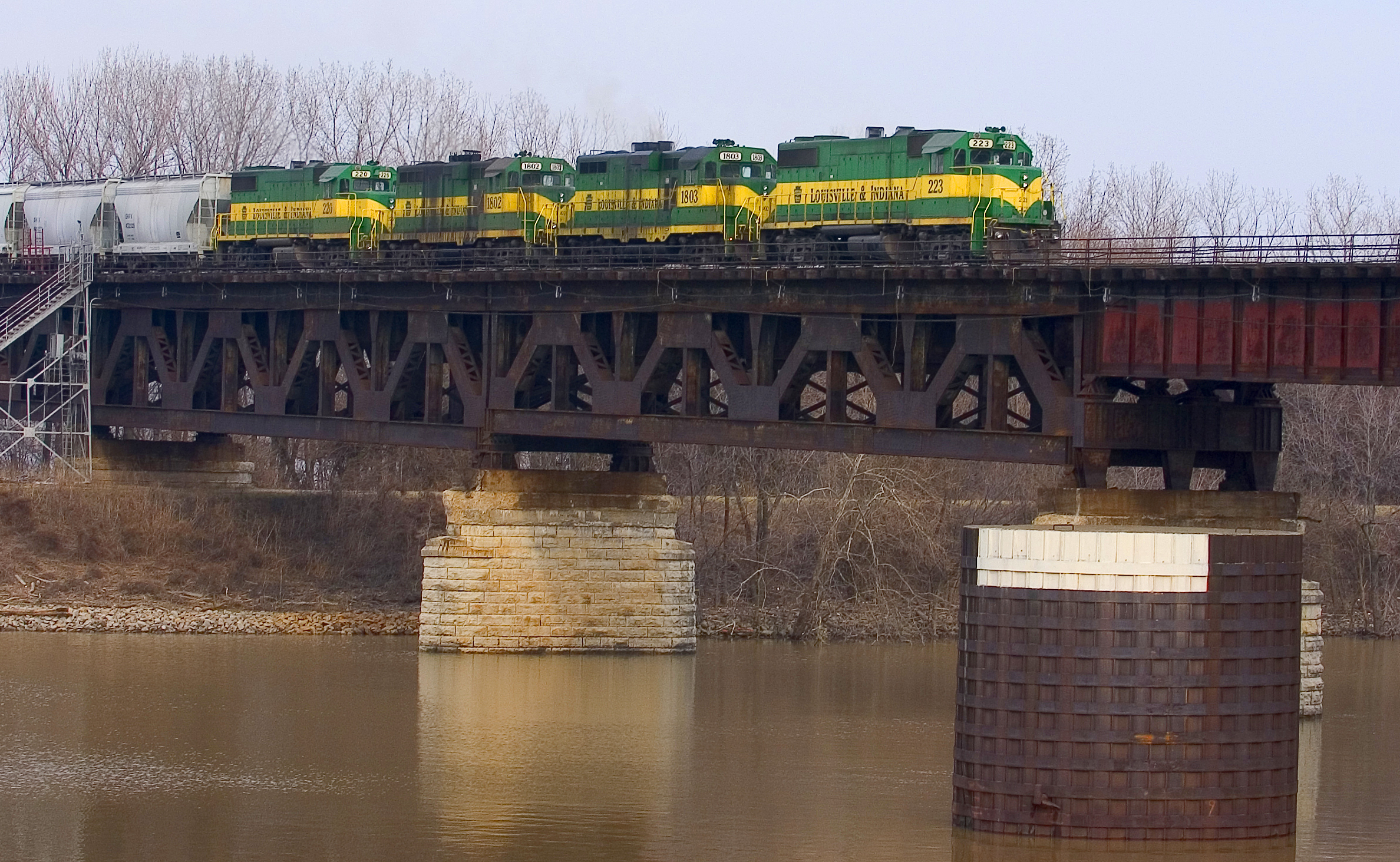
Zug der Louisville and Indiana Railroad am Portland Canal auf der Fourteenth Street Bridge

Die Louisville and Indiana Railroad (AAR-reporting mark: LIRC) ist eine amerikanische Bahngesellschaft der Klasse III, die Güterverkehr zwischen Indianapolis (Indiana) und Louisville (Kentucky) betreibt.

## Geschichte
Die Gesellschaft wurde im März 1994 gegründet, um von Conrail eine 171 Kilometer lange frühere Bahnstrecke der Pennsylvania Railroad zwischen Indianapolis und Louisville zu kaufen.
Mit der CSX wurden 2014 Streckennutzungsrechte vereinbart. Damit wurde es möglich, schwerere geschweißte Schienen auf der gesamten Strecke einzubauen.
2019 wurde die Bahngesellschaft vom Magazin Railway Age als Shortline of the Year ausgezeichnet.

## Betrieb
In Indianapolis bestehen Übergänge zur CSX, Norfolk Southern und zur Indiana Railroad und zur Indiana Southern Railroad. In Seymour besteht eine Verbindung zur CSX und in Louisville zur CSX, NS, Paducah and Louisville Railway und MG Rail.